# Dülken-Land
Dülken-Land war bis 1927 eine Landgemeinde im damaligen Kreis Kempen in der preußischen Rheinprovinz. Das frühere Gemeindegebiet gehört heute zur Stadt Viersen und zur Gemeinde Schwalmtal in Nordrhein-Westfalen.

## Geographie
Die Gemeinde Dülken-Land umfasste eine Reihe von Straßendörfern und verstreut liegenden Ansiedlungen rund um die eigentliche Stadt Dülken:
| - Bergerstraße - Bistard - Brockeshütte - Brüggenerhütte - Busch - Dülkener Nette | - Hausen - Loosen - Mackenstein - Ransberg - Renne - Renneperstraße | - Schirik - Schündelenhöfe - Siemesend - Straelenerweg - Waldnielerstraße |

Die Gemeinde umfasste 1885 eine Fläche von 19,9 km².

## Geschichte
Die Landgemeinde Dülken wurde in der ersten Hälfte des 19. Jahrhunderts auch als Kirchspiel Dülken bezeichnet. Sie gehörte zusammen mit der eigentlich Stadt Dülken zur Bürgermeisterei Dülken im Kreis Kempen.
Am 29. Mai 1857 erhielt die Stadt Dülken die Rheinische Städteordnung. Die Bürgermeisterei wurde dadurch aufgespalten in eine Stadtbürgermeisterei für die Stadt Dülken und eine Landbürgermeisterei für die Gemeinde Dülken-Land. 1857 wurde auch die evangelische Kirchengemeinde gegründet.
Am 1. Juli 1927 wurden die Landgemeinde und damit auch die Landbürgermeisterei aufgelöst. Der größte Teil der Landgemeinde wurde in die Stadt Dülken eingemeindet. Renneperstraße kam zur Gemeinde Amern Sankt Georg und Brüggenerhütte zur Gemeinde Dilkrath.

## Einwohnerentwicklung
| Jahr | Einwohner | Quelle |
| ---- | --------- | ------ |
| 1832 | 2432      | [ 3 ]  |
| 1861 | 3218      | [ 8 ]  |
| 1871 | 3536      | [ 1 ]  |
| 1885 | 3861      | [ 2 ]  |
| 1910 | 4173      | [ 9 ]  |